# Пена, Элиаш Салупето
Элиаш Салупето Пена (порт. Elias Salupeto Pena; 9 апреля 1952, Карикоке — 2 ноября 1992, Луанда) — ангольский политик, один из руководителей повстанческого движения УНИТА. Активный участник гражданской войны в Анголе и переговорного процесса между УНИТА и МПЛА. Племянник и близкий соратник Жонаса Савимби. Старший брат Арлиндо Пены. Убит в Резне на Хэллоуин.

## Происхождение
Родился в семье племенных активистов овимбунду. Джудит Пена, мать Элиаша Пены, была сестрой Жонаса Савимби, основателя и лидера движения УНИТА. Отец — Исаак Пиреш Пена — был школьным учителем и администратором больницы при евангелической миссии в селении Шилессо (провинция Бие). Младший брат — Арлиндо Пена — был боевиком УНИТА с 13-летнего возраста.
Начальное образование Элиаш Пена получил в миссии Шилессо. Затем окончил школу в Лубанго. В 1974 году вступил в УНИТА.

## Политик УНИТА
Элиаш Пена быстро выдвинулся в лидеры молодёжной организации УНИТА, продемонстрировал эффективность в мобилизации актива. После провозглашения независимости Анголы и начала гражданской войны в 1975 Элиш Пена поступил на службу в генеральный штаб вооружённых сил УНИТА. Участвовал в боях с войсками МПЛА. Комментаторы характеризовали Элиаша Пену как человека, пользующегося высоким доверием Савимби, и отмечали его «постоянную воинственность».
В 1976 Пена был ранен в боях за Уамбо и эвакуирован на лечение в Замбию. Затем получил сельскохозяйственное образование в Кот д’Ивуаре.
Вернулся в Анголу в 1987. Был назначен в УНИТА министром сельского хозяйства. Руководил аграрной политикой на контролируемых УНИТА территориях.
В конце 1980-х между правительством МПЛА и движением УНИТА начались переговоры о прекращении гражданской войны. С 1989 Элиаш Пена возглавлял делегацию УНИТА на этих переговорах. Состоял в совместной комиссии, участвовал в выработке Бисесских соглашений.

## Смерть в Хэллоуин
В сентябре 1992 года в соответствии с Бисесскими соглашениями состоялись первые многопартийные парламентские и президентские выборы. В них участвовала УНИТА, на пост президента претендовал Жонас Савимби. Однако было официально заявлено о победе МПЛА и её лидера Жозе Эдуардо душ Сантуша.
Оппозиция не признала объявленных итогов и потребовала пересчёта голосов. Элиаш Пена находился в Луанде и вёл переговоры с правительством от имени Савимби.
30 октября 1992 партийные боевики МПЛА и полиция начали Резню Хэллоуин — массовые убийства сторонников оппозиции, прежде всего УНИТА. Элиаш Пена получил огнестрельное ранение, был захвачен правительственными силовиками и убит в полицейском участке. Мёртвого Элиаша Пену показали по государственному телевидению.
Погиб также вице-председатель УНИТА Жеремиас Шитунда. Арлиндо Пена, брат Элиаша, был ранен, но сумел уйти из Луанды.

## Вопрос захоронения
После прекращения гражданской войны представители УНИТА не раз требовали выдать останки Элиаша Пены для захоронения в Андуло. С этим требованием выступал, в частности, брат Элиаша Пены — Араужо Касуке Пена, занимавший в УНИТА пост секретаря УНИТА по протоколу.